# Uranus ringar
Uranus ringar är ett system av tretton distinkta ringar kring gasjätten Uranus. Uranus ringar är mindre komplexa än det omfattande ringsystemet runt Saturnus, men mer komplexa än de enklare ringsystemen kring Jupiter och Neptunus.
Nio av de tretton ringarna upptäcktes den 10 mars 1977 av James L. Elliot, Edward W. Dunham och Jessica Mink. 1789 rapporterade emellertid William Herschel att han observerat ringar runt Uranus. Moderna astronomer är dock skeptiska till om han verkligen kunde se dem, då ringarna är mörka och svaga. Rymdsonden Voyager 2 tog 1986 bilder av ringsystemet, vilket ledde till upptäckten av två ringar till. Ytterligare två yttre ringar upptäcktes 2003–2005, i foton tagna av rymdteleskopet Hubble.
Uranus tretton ringar har getts beteckningarna 1986U2R/ζ, 6, 5, 4, α, β, η, γ, δ, λ, ε, ν samt μ listat från ringen närmast planeten och utåt. Deras radie spänner från cirka 38 000 km för 1986U2R/ζ-ringen till 98 000 km för μ-ringen. Därtill kommer de stoftband och icke kompletta bågar, som kan finnas mellan huvudringarna. Ringarna är extremt mörka — partiklarna som bygger upp ringarna har ett albedo (Bondalbedo avses) som inte överstiger 0,02. De består troligtvis av vattenis samt något mörkt strålningsbehandlat organiskt ämne. Uranus ringar är cirka 600 miljoner år gamla, vilket innebär att de är relativt nybildade. Förmodligen har de bildats vid kollisioner mellan två eller flera månar som tidigare kretsat kring planeten. Efter kollisionerna har sedan en del av resterna brutits upp i partiklar, som samlats i områden där de uppnått maximal stabilitet och som nu kan ses som optiskt täta ringar.
Majoriteten av Uranus ringar är ogenomskinliga och endast ett fåtal kilometer breda. Majoriteten av ringarna innehåller endast begränsade mängder stoft, utan består främst av beståndsdelar i storleksordningen 0,2–20 m i diameter. En del av ringarna är dock optiskt tunna: de breda och matta 1986U2R/ζ-, μ- och ν-ringarna består av små stoftpartiklar, medan de smalare och matta λ-ringen även innehåller större beståndsdelar. Den relativa frånvaron av stoft i ringsystemet beror på aerodynamiskt motstånd från Uranus utvidgade exosfär — koronan.
De mekanismer som håller de smala ringarna på plats är inte särskilt väl förstådda. Ursprungligen antogs det att de smala ringarna hade ett par närliggande herdemånar, som skulle hjälpa till att hålla dem samman. När Voyager 2 undersökte Uranus år 1986 upptäcktes dock endast två herdemånar: (Cordelia och Ophelia) runt den ljusaste ringen (ε).

## Upptäckt
Det första omnämnandet av Uranus ringsystem var i William Herschels anteckningar från 1700-talet rörande hans observationer av Uranus. Anteckningarna innehåller följande avsnitt: ”Den 22 februari 1789: En ring anades”. Herschel ritade ett litet diagram av ringen och noterade att den ”hade en dragning mot rött”. Keck-observatoriet i Hawaii har sedan dess bekräftat att så är fallet, åtminstone för ν-ringen. Herschels anteckningar publicerades i Royal Societys tidskrift år 1797. Under de två efterföljande århundradena, mellan 1797 och 1977, nämns ringarna knappt. Detta skapar tvivel om Herschel verkligen kunde ha sett något sådant när hundratals andra astronomer inte såg någonting. Det har dock hävdats att Herschel gav en korrekt beskrivning av ν-ringens storlek i förhållande till Uranus, hur den förändras när Uranus färdas runt solen, samt dess färg.

Animering om ockultation. (Klicka på bilden.)

Den slutgiltiga upptäckten av Uranus ringar gjordes av astronomerna James L. Elliot, Edward W. Dunham och Jessica Mink den 10 mars 1977 med hjälp av Kuiper Airborne Observatory genom serendipitet. De planerade att använda ockultationen mellan Uranus och stjärnan SAO 158687 för att studera planetens atmosfär. När de sedan analyserade sin insamlade data insåg de dock att stjärnan kortvarigt var utom synhåll vid fem tillfällen, både före och efter att den förmörkades av planeten. De slöt sig till att detta måste bero på att ett ringsystem med smala ringar måste finnas där. De gav var och en av de fem observerade ockultationerna en beteckning bestående av en grekisk bokstav: α, β, γ, δ och ε. Detta sätt att ange ringarna har använts sedan dess. Senare fann de ytterligare fyra ringar: en mellan β- och γ-ringarna och tre stycken inom α-ringen. Den förstnämnda namngavs till η-ringen medan de övriga tre angavs med siffrorna 4, 5 och 6 — enligt numreringen av ockultationen i en artikel. Uranus ringsystem var det andra ringsystemet som upptäcktes i solsystemet, efter Saturnus ringsystem.
När rymdsonden Voyager 2 år 1986 flög igenom Uranus närområde avbildade sonden ringarna. Två svagare ringar avslöjades och det totala antalet kända ringar uppgick då till elva. Hubbleteleskopet upptäckte ytterligare två ringar åren 2003–2005 och det totala antalet kända ringar uppgår nu till 13. Genom upptäckten av dessa tidigare okända ringar dubblerades den radie som ringsystemet tidigare troddes ha. Hubbles avbildade även två små satelliter för första gången, varav en av dem, månen Mab, delar sin bana med den yttersta ringen.

## Allmänna attribut
År 2011 kände man till tretton klart avgränsade ringar i Uranus ringsystem. Ordnade utifrån deras ökade avstånd från planeten betecknas ringarna i tur och ordning: 1986U2R/ζ, 6, 5, 4, α, β, η, γ, δ, λ, ε, ν samt μ. Ringarna kan delas in i tre grupper: nio smala huvudringar
(6, 5, 4, α, β, η, γ, δ, ε), två stoftringar (1986U2R/ζ, λ) och två yttre ringar (μ, ν). Uranus ringar består huvudsakligen av makroskopiska partiklar och endast lite stoft, även om det är känt att 1986U2R/ζ-, η-, δ-, λ-, ν- och μ-ringarna innehåller stoft. Utöver dessa välkända ringar kan det vara ett flertal optiskt tunna stoftband och ljussvaga ringar mellan dem. Dessa ljussvaga ringar och stoftband kan existera endast kortvarigt eller bestå av ett antal separata bågar, vilka ibland upptäcks genom ockultation. En del av dem blev synliga vid en serie av händelser då ring-planen korsade varandra år 2007. Ett antal stoftband mellan ringarna har iakttagits i framåtspridd[a] geometri av Voyager 2. Alla Uranus ringar påvisar skillnader i azimutal ljusstyrka.
Ringarna består av ett extremt mörkt material. Den geometriska albedon av ringarnas partiklar överstiger inte 5–6 procent medan bondalbedon är ännu lägre — cirka 2 procent. Ringarna är något röda i ultraviolett och i det synliga delen av spektrumet och grå nära det infraröda. Ringarna visar inga identifierbara spektrala särdrag. Den kemiska sammansättningen av ringarnas partiklar är inte känd. Till skillnad från Saturnus ringar kan de dock inte vara helt gjorda av vattenis, då de är för mörka. De är till och med mörkare än de inre av Uranus månar. Detta indikerar att de troligtvis består av en blandning av is och ett mörkt material. Vad detta material är för något är oklart men det kan vara kolföreningar som avsevärt förmörkats av de laddade partiklar (det vill säga antingen subatomära partiklar eller joner) som strålat ut från Uranus magnetosfär. Ringarnas partiklar kan bestå av samma material som de inre månarna och ursprungligen liknade de troligtvis varandra, men partiklarna har med tiden bearbetats avsevärt.
På det stora hela skiljer sig Uranus ringar åt från både de svaga och dammiga ringarna runt Jupiter, såväl som de breda och komplexa ringarna runt Saturnus, av vilka vissa består av vattenis och är väldigt ljusa. Det finns dock likheter mellan vissa delar av Saturnus ringsystem. Saturnus F-ring och Uranus ε-ring är båda smala, relativt mörka och har två herdemånar vardera. Uranus yttre ringar liknar Saturnus yttre G- och E-ringar. De smala ringar som finns i de breda ringarna runt Saturnus liknar de smala ringarna runt Uranus. Därtill liknar de stoftband som observerats mellan Uranus ringar de ringar som finns runt Jupiter. I motsats till detta är Neptunus ringsystem relativt likt Uranus ringsystem, även om det är mindre komplext, mörkare och innehåller mer stoft. Neptunus ringsystem ligger även längre ifrån planeten än vad Uranus ringar gör.

## De smala huvudringarna

### ε-ringen

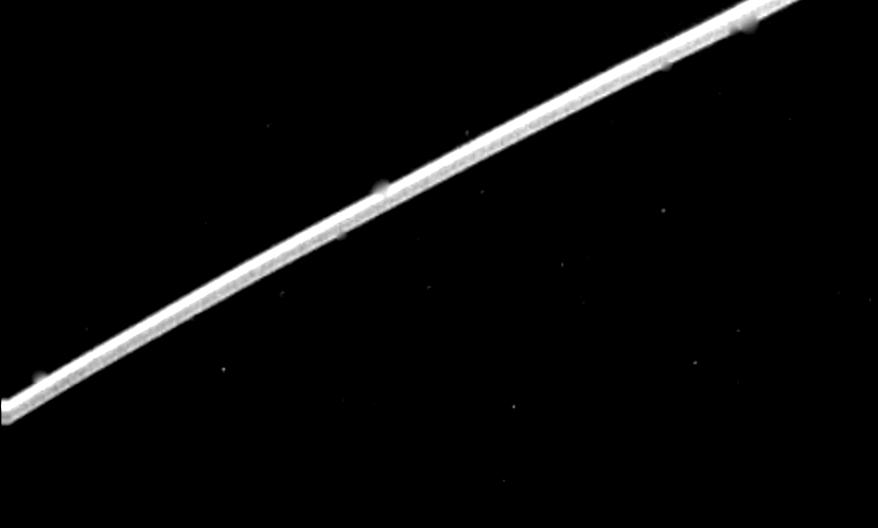
En närbild av Uranus ε-ring.

ε-ringen, epsilonringen, är den ljusstarkaste och tätaste delen av Uranus ringsystem och står ensam för cirka två tredjedelar av det ljus som reflekteras från ringarna. Även om det är den av Uranus ringar som avviker mest från en perfekt cirkel så har den en försumbar inklination. Att ringens bana inte är en perfekt cirkel får dess ljusstyrka att variera över tid. Den radiellt strukturerade ljusstyrkan från ε-ringen är starkast närmast apsis och svagast närmast periapsis.
Förhållandet mellan den maximala och den minimala ljusstyrkan är cirka 2,5–3,0. Dessa variationer hänger samman med variationer i ringens bredd, vilken är 19,7 km vid periapsis och 96,4 km vid apsis. Då ringarna blir bredare minskar mängden skugga från de övriga partiklarna och fler av dem blir synliga, vilket leder till en högre integrerad reflexförmåga. Skillnaden i bredd mättes direkt från bilder tagna av Voyager 2. Endast två av ringarna kunde urskiljas på bilderna från Voyagers kamera och ε-ringen var en av dem. Detta indikerar att ringen inte är optiskt tunn. Faktum är att observationer av ockultationen både från marken och från rymdsonden visade att dess normala optiska djupet[c] varierar mellan 0,5 och 2,5, det högsta närmast periapsis. ε-ringen ekvivalenta djup [d] är cirka 47 km och är konstant runt banan.

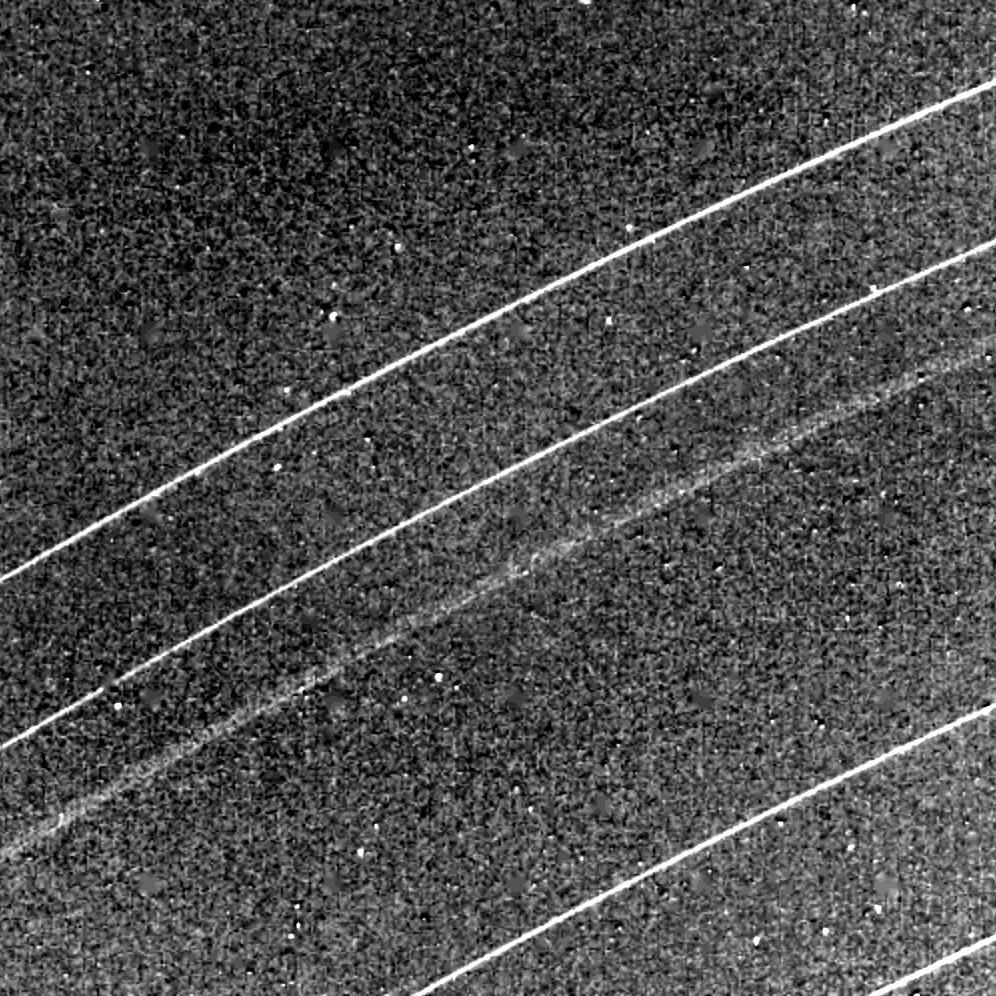
En närbild av (uppifrån och ner) δ,-, γ-, η-, β- och α-ringarna. Den upplösta η-ringen visar den optiskt tunna breda komponenten.

ε-ringens geometriska tjocklek är inte exakt känd även om ringen med säkerhet är väldigt tunn—enligt vissa uppskattningar så tunn som 150 meter. Trots sin ringa storlek innehåller den flera lager med partiklar. ε-ringen är en rätt välfylld plats med en fyllnadsfaktor nära apsis som är beräknad till, beroende på källa, att vara mellan 0,008 och 0,06. Genomsnittsstorleken på partiklarna i ringen är 0,2–20,0 m, och det genomsnittliga mellanrummet mellan dem är omkring 4,5 gånger deras radie. Ringen saknar nästan kosmiskt stoft, möjligtvis på grund av luftmotståndet från Uranus vidsträckta atmosfäriska korona. På grund av den är så tunn försvinner ε-ringen när den iakttas rakt framifrån.
Vid ett experiment med radioockultation upptäckte rymdsonden Voyager 2 en underlig signal från ε-ringen. Signalen såg ut att vara en skarp stigning av framåtspritt ljus av våglängden 3,6 cm nära ringens apsis. En sådan skarp stigning av framåtspritt ljus kräver att det finns en sammanhållen struktur. Att ε-ringen har en sådan finstruktur har bekräftats vid många observationer av dess ockultation. ε-ringen tycks bestå av ett antal smala och optiskt täta små ringar, av vilket vissa av dem kan ha okompletta cirkelbågar.
Två herdemånar är kända runt ε-ringen: en inre, Cordelia; och en yttre, Ophelia. Den inre kanten av ringen har banresonansen 24:25 med Cordelia, och den yttre kanten har banresonansen 14:13 med Ophelia. Månarnas massor måste vara minst tre gånger ringens massa för att avgränsa dem effektivt. ε-ringens massa beräknas vara cirka 1016 kg.

### δ-ringen

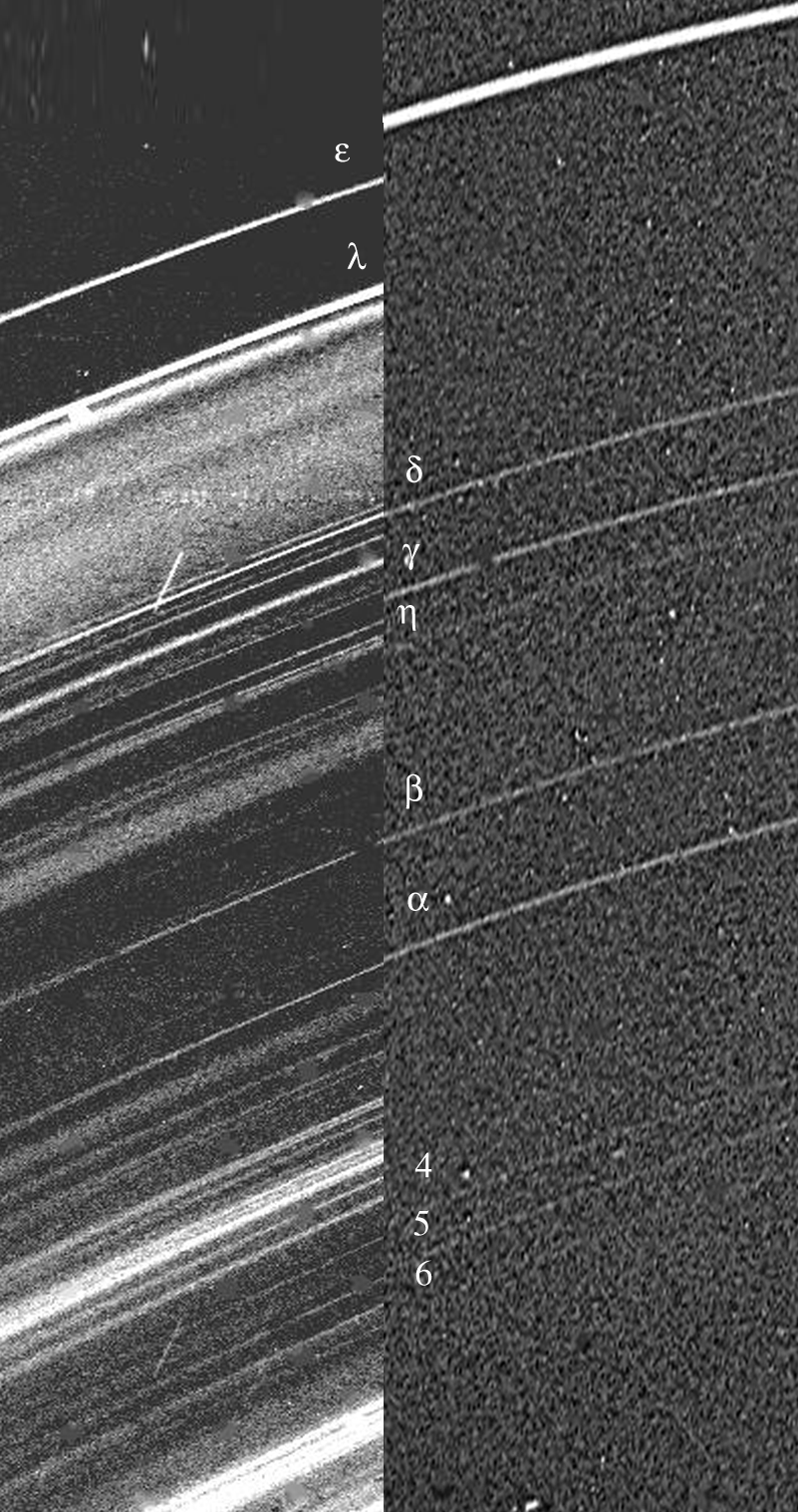
Jämförelse mellan Uranus ringar i framåtspritt och bakåtspritt ljus (bilderna tagna av Voyager 2 år 1986).

δ-ringen, deltaringen, är cirkelformad och något böjd. Ringen förevisar en ännu oförklarlig azimutal avvikelse i det normala optiska djupet och bredden. En möjlig förklaring till detta är att ringen har en azimutal vågliknande struktur, exciterad av en liten måne precis innanför den. Den skarpa yttre kanten av δ-ringen är i resonans 23:22 med herdemånen Cordelia. δ-ringen har två beståndsdelar: en smal del som är optiskt tät, och en bred del med en introvärt axel med ett lågt optiskt djup. Den smala delens bredd är 4,1–6,1 km och det ekvivalenta djupet är cirka 2,2 km, vilket motsvarar ett normalt optiskt djup av cirka 0,3–0,6. Ringens breda del är cirka 10–12 km bred och det ekvivalenta djupet är cirka 0,3 km. Detta indikerar ett lågt normalt optiskt djup av 3 × 10−2. Detta är känt endast genom ockultationsdata eftersom Voyager 2:sbildexperiment misslyckades med att analysera δ-ringen. När ringen observerades i framåtspridd geometri av Voyager 2 framstod ringen som relativt ljusstark. Något som kan förklaras med stoft i den breda beståndsdelen. Den breda delen är geometriskt tjockare än den smala delen. Detta stöds av de observationer som gjordes vid en serie av händelser då ringarnas plan korsade varandra år 2007. Då ökade δ-ringen i ljusstyrka vilket är ett beteende som är i linje med vad som förväntas av en ring som samtidigt är geometriskt bred och optiskt tunn.

### γ-ringen
γ-ringen, gammaringen, är smal, optiskt kompakt och har viss banexcentricitet. Dess baninklination är närmast noll. Ringens bredd varierar mellan 3,6 och 4,7 km, även om det likvärdiga optiska djupet är konstant på 3,3 km. Det normala optiska djupet hos γ-ringen är 0,7–0,9. Då några av ringarnas plan korsade varandra år 2007 försvann γ-ringen vilket betyder att den är geometriskt tunn precis som ε-ringen, och utan stoft. Bredden och det normala optiska djupet hos γ-ringen visar stora azimutala variationer. Mekanismen för hur en sådan smal ring hålls avgränsad är inte känd men det har noterats att den skarpa inre kanten av γ-ringen är i resonans med 6:5 med herdemånen Ophelia.

### η-ringen
η-ringen, etaringen, saknar omloppsexcentricitet och inklination. Precis som δ-ringen består den av två beståndsdelar: en smal och optiskt tät del och ett brett yttre utsprång med lågt optiskt djup. Den smala delens bredd är 1,9–2,7 km och det ekvivalenta djupet är cirka 0,42 km, vilket motsvarar till det normala optiska djupet av omkring 0,16–0,25. Den breda delen är cirka 40 km bred och dess ekvivalenta djup är nära 0,85 km, vilket indikerar ett lågt normalt optiskt djup av 2 × 10−2. Bilder från Voyager 2 avgjorde det hela. I framåtspritt ljus framstår η-ringen som ljusstark vilket indikerar att stora mängder stoft finns i den ringen, troligtvis i den breda delen. Den breda delen är mycket tjockare (geometriskt) än den smalare. Denna slutsats stöds av de observationer som gjordes 2007 då några av ringarna korsade varandra. Då uppvisade η-ringen ökad ljusstyrka och blev den näst ljusstarkaste delen i ringsystemet. Detta överensstämmer med uppförandet hos en geometriskt tjock, men samtidigt optiskt tunn ring. Likt majoriteten av de övriga ringarna så visar η-ringen signifikanta azimutala variationer i det normala optiska djupet och bredden. Den smala delen försvinner rent av på vissa ställen.

### α- och β-ringarna
α- och β-ringarna, alfa- och betaringarna, är efter ε-ringen de ljusstarkaste av Uranus ringar. Precis som ε-ringen uppvisar de regelbundna variationer i ljusstyrka och bredd. De är ljusstarkast och bredast 30° från apoapsis och blekast och smalast 30° från periapsis. α- och β-ringarna har ansenlig banexcentricitet och icke negligerbar inklination. Bredden hos dessa ringar är 4,8–10 km respektive 6,1–11,4 km. Det ekvivalenta optiska djupet är 3,29 km och 2,14 km vilket resulterar i ett normalt optiskt djup av 0,3–0,7 respektive 0,2–0,35. År 2007 korsade några av ringarna varandra och α- och β-ringarna försvann då vilket betyder att de precis som ε-ringen är geometriskt tunna och saknar stoft. Denna händelse avslöjade dock även ett tjockt och optiskt tunt lager med stoft i ett band precis utanför β-ringen. Stoftbandet hade tidigare observerats av Voyager 2. α- och β-ringarnas massor beräknas till att vara cirka 5 × 1015 kg (vardera) — hälften av ε-ringens massa.

### Ringarna 6, 5 och 4
Ringarna 6, 5 och 4 är de innersta och blekaste av Uranus smala ringar. De är de mest inklinerade ringarna och har den största banexcentriciteten om ε-ringen exkluderas. Faktum är att deras inklination (0,06°, 0,05° och 0,03°) var stor nog för att Voyager 2 skulle kunna studera deras elevation ovanför Uranus ekvatorialplan, vilket var 24–46 km. Ringarna är också Uranus smalaste, respektive ring mäter endast 1,6–2,2 km, 1,9–4,9 km och 2,4–4,4 km i bredd. Deras ekvivalenta djup är 0,41 km, 0,91 och 0,71 km vilket resulterar i ett normalt optiskt djup på 0,18–0,25, 0,18–0,48 och 0,16–0,3. På grund av att de är så smala och saknar stoft var de tre ringarna inte synliga när ringarnas korsade varandra år 2007.

## Stoftringarna

### λ-ringen

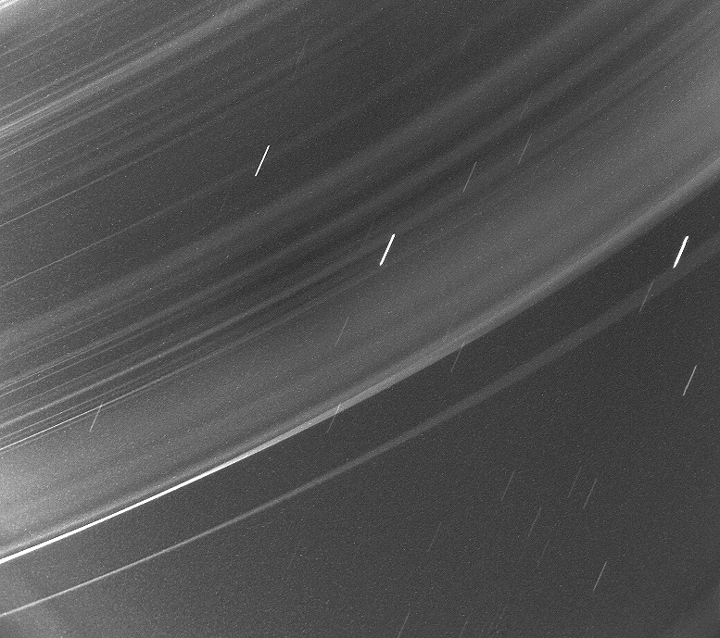
En bild från Voyager 2 med lång exponeringstid och hög fasvinkel (172,5°) av Uranus inre ringar. I framåtspritt ljus kan stoftband som inte är synliga i andra bilder ses, såväl som de vedertagna ringarna.

λ-ringen, lambdaringen, var en av de två ringar som upptäcktes av Voyager 2 år 1986. Ringen är smal och ljussvag och lokaliserade precis innanför ε-ringen på ena sidan och herdemånen Cordelia på den andra. Månen Cordelia röjer upp en mörk bana inuti λ-ringen. När ringen observeras i bakåtspritt ljus [b], framgår det att ringen är extremt smal – cirka1–2 km – och har ekvivalent optiskt djup på 0,1–0,2 km vid våglängden 2,2 μm. Det normala optiska djupet är 0,1–0,2. Det optiska djupet hos λ-ringen visar stor avhängighet gentemot våglängden, vilket avviker från det övriga ringsystemet. Det ekvivalenta djupet är så högt som 0,36 km i den ultravioletta delen av spektrumet. Detta förklarar varför λ-ringen ursprungligen endast påvisades av Voyager 2 genom ockultation i det ultravioletta stjärnljuset. Upptäckten av ringen vid ockultation av stjärnljus vid våglängden 2,2 μm tillkännagavs först 1996.
Ringens apparition förändrades dramatiskt när den observerades i framåtspritt ljus år 1986. I denna geometri blev ringen den ljusstarkaste delen av Uranus ringsystem, överglänsande ε-ringen. Denna iakttagelse tillsammans med våglängdens avhängighet av det optiska djupet tyder på att λ-ringen innehåller betydande mängder av mikrometerstort stoft. Stoftet normala optiska djup är 10−4–10−3. Observationer från 2007 utförda av Keck-observatoriet bekräftade denna slutsats då λ-ringen blev en av de ljusaste delarna i ringsystemet.
Ingående analyser av Voyager 2:s bilder avslöjade azimutala variationer i ljusstyrka hos λ-ringen. Variationen tycks vara periodisk och påminner om en stående våg. Upphovet till denna finstruktur i λ-ringen är ännu en gåta.

### 1986U2R/ζ-ringen

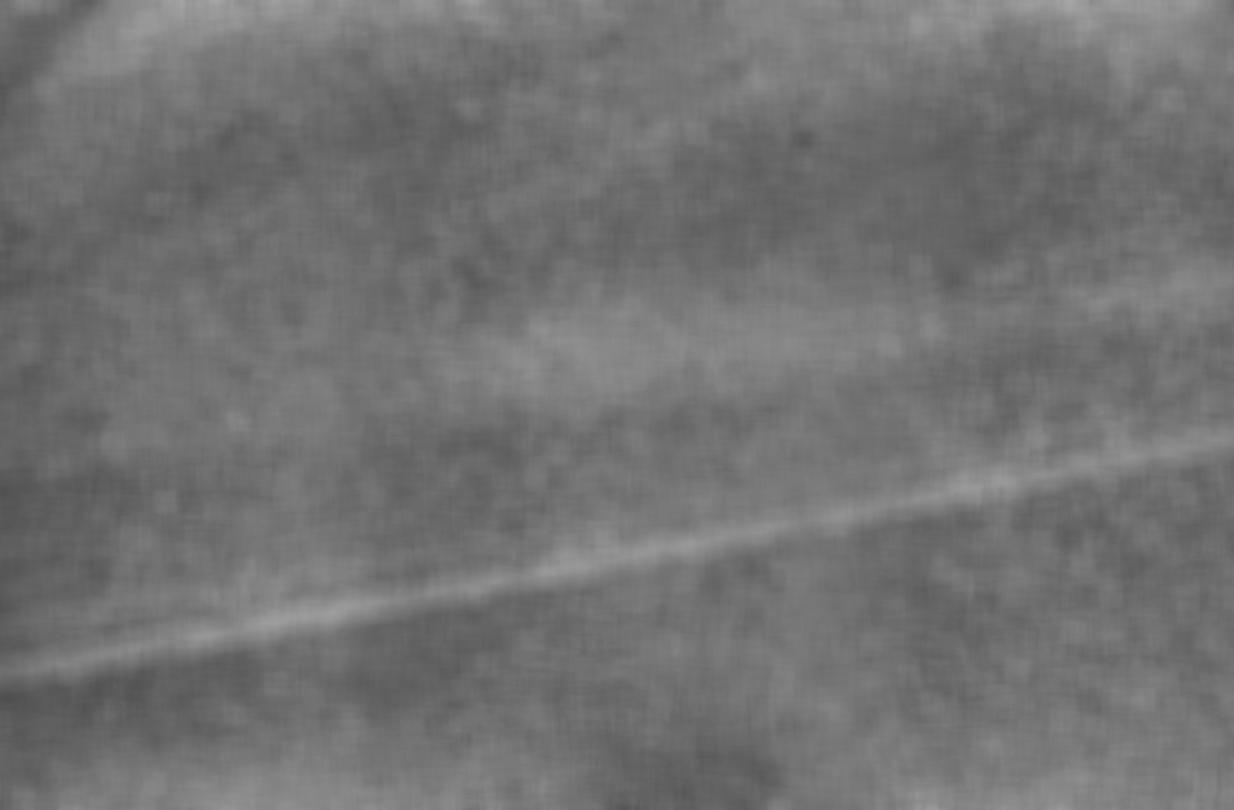
Den första bilden som tagits som avbildar 1986U2R-ringen.

År 1986 upptäckte Voyager 2 en bred och ljussvag skiva med material inuti ring 6. Denna ring gavs det provisoriska namnet 1986U2R. Ringen hade ett normalt optiskt djup på 10−3 eller lägre och var extremt ljussvag. Den var synlig i en enda av bilderna som Voyager 2 tog. Ringen var belägen mellan 37 000 och 39 500 km från Uranus mittpunkt, cirka 12 000 km ovanför planetens molntäcke. Ringen observerades inte igen förrän 2003–2004 då Keck-observatoriet åter fann en bred och ljussvag skiva med material precis innanför ring 6. Denna kallades för ζ-ringen, zetaringen. ζ-ringens återfunna position skiljer sig dock markant från de observationer som gjordes 1986. Nu ligger den mellan 37 850 och 41 350 km från planetens mittpunkt. Det finns en gradvis avtagande vidgning inåt mot planeten som når så långt ned som 32 600 km.
ζ-ringen observerades åter under år 2007 då några av ringarna korsade varandra och den blev då den ljusaste delen av ringsystemet och lyste starkare än alla de övriga ringarna sammantaget. Det ekvivalenta optiska djupet hos denna ring är nära 1 km (0,6 km för utvidgning inåt), medan det normala optiska djupet än en gång är under 10−3. Det förändrade utseendet på ringen kan bero på hur den studerades geometriskt då olika tekniker användes 1986 respektive 2003–2007. Förändringar under de senaste 20 åren i hur stoftet distribuerats, vilket ringen tros bestå av, kan inte uteslutas.

### Andra stoftband
Utöver ringarna 1986U2R/ζ och λ finns det andra extremt svaga stoftband i Uranus ringsystem. Stoftbanden är osynliga under ockultationer då de har försumbart optiskt djup, även om de är ljusstarka i framåtspritt ljus. Bilder tagna av Voyager 2 i framåtspritt ljus avslöjade stoftbandens existens mellan λ- och δ-ringarna, mellan η- och β-ringarna, samt mellan α-ringen och ring 4. Många av stoftbanden upptäcktes åter 2003–2004 av Keck-observatoriet samt 2007 i bakåtspritt ljus, men deras exakta position och relativa ljusstyrka skiljde sig åt från de observationer som gjordes av Voyager. Det normala optiska djupet hos stoftbanden är cirka 10−5 eller mindre. Distributionen av stoftpartiklarnas storlek tros lyda en potenslag med index p = 2,5 ± 0,5.

## Det yttre ringsystemet

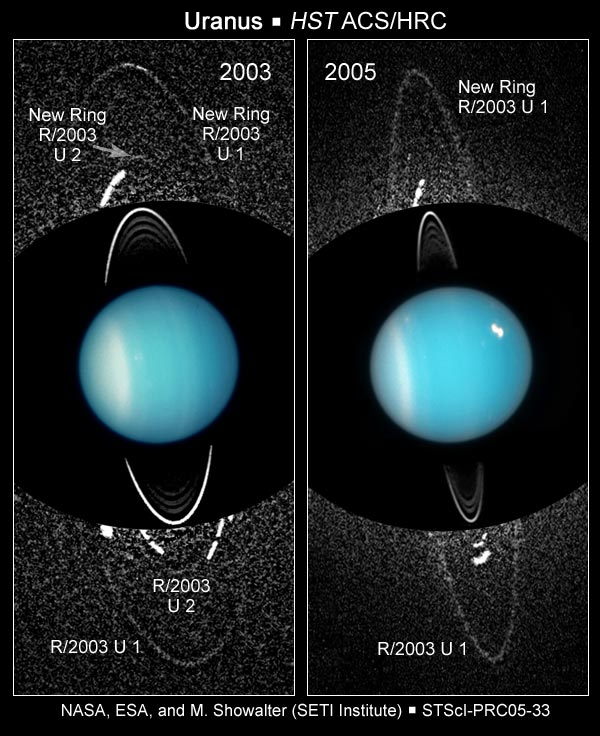
Uranus μ- och ν-ringar (R/2003 U1 and U2) avbildade av Rymdteleskopet Hubble år 2005.

Efter att ha analyserat bilder tagna av rymdteleskopet Hubble åren 2003–2005 upptäcktes två ringar som varit okända fram till dess. Detta ökade antalet kända ringar till 13. Dessa två ringar kallas nu för det yttre ringsystemet. Ringarna gavs namnet μ och ν. μ-ringen är den som ligger ytterst av de två och ligger på det dubbla avståndet från planeten jämfört med den ljusstarka η-ringen. De yttre ringarna skiljer sig från de inre smala ringarna på ett flertal sätt: de är breda, 17 000 och 3 800 km breda och mycket ljussvaga. Det högsta normala optiska djup som de har är 8,5 × 10−6 och 5,4 × 10−6. Det resulterande ekvivalenta optiska djupet är 0,14 km och 0,012 km.
μ-ringens högsta ljusstyrka ligger nästan exakt på den lilla månen Mabs bana. Månen är troligtvis källan till partiklarna i ringen. ν-ringen ligger mellan månarna Portia och Rosalind och har inga månar inom sig. En andra analys av Voyager 2:s bilder i framåtspritt ljus visar tydligt μ- och ν-ringarna. I denna geometri är ringarna mycket ljusare vilket indikerar att de innehåller mycket mikrometerstort stoft. De yttre ringarna runt Uranus kan vara liknande G- och E-ringarna runt Saturnus. G-ringen saknar även den alla tecken på en ännu observerbar källa till ringens material. E-ringen är däremot extremt bred och mottar stoft från Enceladus.
μ-ringen kan bestå helt av stoft och inte innehålla några större partiklar över huvud taget. Denna hypotes stöds av de observationer som gjorts av Keck-observatoriet. Teleskopet misslyckades med att upptäcka μ-ringen med hjälp av infraröd strålning i 2,2 μm, men upptäckte ν-ringen. Att detta misslyckades betyder att μ-ringen har en blå färg, vilket betyder att den huvudsakligen består av mycket små stoftkorn (mindre än en mikrometer i storlek). Stoftet kan bestå av vattenis. ν-ringen är däremot något röd i färgen.

## Dynamik och ursprung

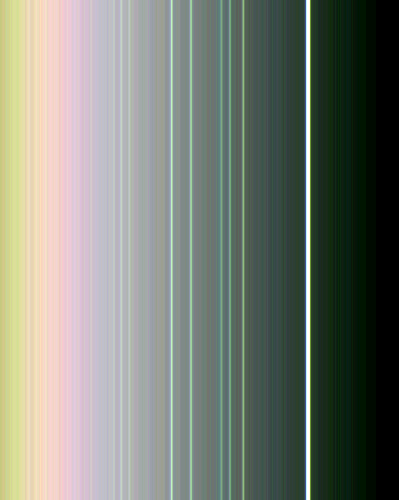
Ett fotografi av Uranus ringar, taget av Voyager 2. Färgerna på fotografiet är inte de naturliga utan bilden är färgbehandlad för att man ska kunna se ringarna bättre.

Det saknas ännu en ordentlig förklaring på hur Uranus smala ringar kan hållas isolerade. Utan en fysikalisk mekanism som håller dess partiklar samman skulle ringarna snabbt spridas ut radiellt och livstiden för Uranus ringsystem skulle inte vara mer än 1 miljon år. Den modell som oftast anförs för att förklara hur de hålls isolerade föreslogs ursprungligen av Peter Goldreich och Scott Tremaine. Den går ut på att ett par närligande månars gravitation, en yttre och en inre herdemåne, interagerar med en ring. Månarnas respektive gravitation håller kvar ringens partiklar på plats mellan sig, men gradvis flyttar månarna sig själva från ringen. För att detta skall ske på ett effektivt sätt måste herdemånarnas samlade massa överstiga ringens massa med en faktor på minst två till tre. Det är känt att denna mekanism sker i fallet med ε-ringen där herdemånarna Cordelia och Ophelia påverkar den. Cordelia är även den yttre herdemånen för δ-ringen och Ophelia den yttre herdemånen för γ-ringen. Ingen måne större än 10 km är dock känd i närheten av någon av de andra ringarna. Det nuvarande avståndet till Cordelia och Ophelia från ε-ringen kan användas för att uppskatta ringens ålder. Beräkningarna visar att ε-ringen inte kan vara äldre än 6 × 108 år.
Eftersom Uranus ringar tycks vara unga måste de konstant fyllas på av de fragment som bildas när större kroppar kolliderar. Uppskattningar pekar på att livstiden för en måne likt Puck är ett fåtal miljarder år innan den slits sönder av kollisioner. Livstiden för mindre objekt är mycket kortare. Alla de mindre månarna såväl som ringarna som existerar idag kan vara resultatet av sönderslitningen av ett flertal drabanter i Pucks storlek som skett under de senaste 4,5 miljarder åren. Varje sådan sönderslitning skulle då ha lett till en kaskad av nya kollisioner som snabbt malde ner alla större kropparna till en mycket mindre storlek, ända ned till stoftpartiklar.
Att förklara stoftbandets ursprung är mindre problematiskt. Stoft har en mycket kort livstid, mellan 100 och 1 000 år. Banden tillförs kontinuerligt stoft som härrör från kollisioner med större partiklar i ringarna, små månar och meteoroider som kommer utifrån Uranus system. Bältet med de små månarna som gett upphov till dem samt partiklarna är dock osynliga på grund av deras låga optiska djup. Stoftet visar sig dock i framåtspritt ljus. De smala huvudringar och bältet med de små månarna som skapade stoftbanden tros skilja sig åt när det kommer till distributionen av partiklarnas storlek. De smala huvudringarna fler beståndsdelar som är mellan en centimeter och en meter i storlek. En sådan fördelning ändrar ytan av materian i ringarna, vilket leder till en högre optisk densitet i bakåtspritt ljus. I motsats till detta har stoftbanden relativt få större partiklar, vilket leder till ett lågt optiskt djup.

## Utforskning
Ringarna undersöktes noggrant av Voyager 2 då rymdsonden flög förbi Uranus i januari 1986. Två ljussvaga ringar — λ och 1986U2R — upptäcktes vilket ökade det totala antalet kända ringar till elva. Ringarna studerades genom att analysera den data som insamlades genom ockultationer från radio, ultraviolett strålning såväl som optiska ockultationer. Voyager 2 observerade ringarna i olika geometri i förhållande till solen och tog bilder i flera olika ljus. Analyser av dessa bilder möjliggjorde derivation av de kompletta fasernas funktioner, geometrisk samt Bondalbedo av ringarnas partiklar. Två ringar — ε och η — kunde analyseras med hjälp av bilderna och de avslöjades då ha en komplicerad finstruktur. Analyser av Voyager 2:s bilder ledde även till upptäckten av de tio inre månarna som färdas runt Uranus, inklusive ε-ringens två herdemånar — Cordelia och Ophelia.

## Lista över ringarnas egenskaper
Denna tabell sammanfattar de olika ringarnas egenskaper. Ett ? markerar att data saknas om ringen.
| Ringens namn | Radie (km)[f]  | Bredd (km)[f] | Ekvivalent djup (km)[d][g] | Normalt optiskt djup[c][i] | Tjocklek (m)[h] | Excentricitet[e] | Inklination(°)[e] | Kommentarer                                                          |
| ζc           | 32 000–37 850  | 3 500         | 0,6                        | ~ 10−4                     | ?               | ?                | ?                 | Inre förlängning av ζ-ringen                                         |
| 1986U2R      | 37 000–39 500  | 2 500         | ?                          | < 10−3                     | ?               | ?                | ?                 | Blek stoftring                                                       |
| ζ            | 37 850–41 350  | 3 500         | 1                          | < 10−3                     | ?               | ?                | ?                 |                                                                      |
| 6            | 41 837         | 1,6–2,2       | 0,41                       | 0,18–0,25                  | ?               | 1,0 × 10−3       | 0,062             |                                                                      |
| 5            | 42 234         | 1,9–4,9       | 0,91                       | 0,18–0,48                  | ?               | 1,9 × 10−3       | 0,054             |                                                                      |
| 4            | 42 570         | 2,4–4,4       | 0,71                       | 0,16–0,30                  | ?               | 1,1 × 10−3       | 0,032             |                                                                      |
| α            | 44 718         | 4,8–10,0      | 3,39                       | 0,3–0,7                    | ?               | 0,8 × 10−3       | 0,015             |                                                                      |
| β            | 45 661         | 6,1–11,4      | 2,14                       | 0,20–0,35                  | ?               | 0,4 × 10−3       | 0,005             |                                                                      |
| η            | 47 175         | 1,9–2,7       | 0,42                       | 0,16–0,25                  | ?               | 0                | 0,001             |                                                                      |
| ηc           | 47 176         | 40            | 0,85                       | 2 × 10−2                   | ?               | 0                | 0,001             | Den yttre breda komponenten av η-ringen                              |
| γ            | 47 627         | 3,6–4,7       | 3,3                        | 0,7–0,9                    | 150?            | 0,1 × 10−3       | 0,002             |                                                                      |
| δc           | 48 300         | 10–12         | 0,3                        | 3 × 10−2                   | ?               | 0                | 0,001             | Den inre breda komponenten av δ-ringen                               |
| δ            | 48 300         | 4,1–6,1       | 2,2                        | 0,3–0,6                    | ?               | 0                | 0,001             |                                                                      |
| λ            | 50 023         | 1–2           | 0,2                        | 0,1–0,2                    | ?               | 0?               | 0?                | Blek stoftring                                                       |
| ε            | 51 149         | 19,7–96,4     | 47                         | 0,5–2,5                    | 150?            | 7,9 × 10−3       | 0                 | Vallad av herdemånarna Cordelia och Ophelia                          |
| ν            | 66 100–69 900  | 3 800         | 0,012                      | 5,4 × 10−6                 | ?               | ?                | ?                 | Mellan månarna Portia och Rosalind, maximal ljusstyrka vid 67 300 km |
| μ            | 86 000–103 000 | 17 000        | 0,14                       | 8,5 × 10−6                 | ?               | ?                | ?                 | Vid Mab, maximal ljusstyrka på 97 700 km                             |

## Fotnoter
- ^  Framåtspritt ljus är det ljus som sprids i en snäv vinkel i förhållande till solljuset (fasvinkel nära 180°).
- ^  Bakåtspritt ljus är det ljus som sprids i en vinkel nära 180° i förhållande till solljuset (fasvinkel nära 0°).
- ^  En rings normala optiska djup τ är förhållandet mellan det totala geometriska tvärsnittet av ringens partiklar och ringens yta. Det antar värden från noll till oändlighet. En ljusstråle som under normala förhållanden passerar genom ringen kommer att försvagas med en faktor av e−τ.[16]
- ^  Det ekvivalenta djupet ED av en ring definieras som en integral av det normala optiska djupet tvärsöver ringen. Med andra ord ED=∫τdr, där r är radien.[24]
- ^  Ringarnas excentricitet och inklination är från Stone et al., 1986 samt French et al., 1989.[21][29]
- ^  6-,5-,4-, α-, β-, η-, γ-, δ-, λ- och ε-ringarnas radier togs från Esposito et al., 2002.[10] Bredden på 6-,5-,4-, α-, β-, η-, γ-, δ-, λ- och ε-ringarna togs från Karkoshka et al., 2001.[22] ζ- och 1986U2R-ringarnas radier togs från Pater et al., 2006.[24] Bredden för λ-ringen togs från Holberg et al., 1987.[28] Radierna och bredderna för μ- och ν-ringarna togs från Showalter et al., 2006.[12]
- ^  Det ekvivalenta djupet hos 1986U2R-ringen är ett resultat av dess bredd och det normala optiska djupet. Det ekvivalenta djupet hos 6-, 5-, 4-, α-, β-, η-, γ-, δ- och ε-ringarna har tagits från Karkoshka et al., 2001.[22] Det ekvivalenta djupet hos λ- och ζ-, μ- och ν-ringarna har härletts genom att använda μEW-värdet från de Pater et al., 2006[24] samt de Pater et al., 2006b.[20] μEW-värdet för dessa ringar multiplicerades med faktorn 20, vilket motsvarar den förmodade albedon på 5 procent för ringarnas partiklar.
- ^  Uppskattningen av tjockleken kommer från Lane et al., 1986.[17]
- ^  Det normala optiska djupet för alla ringarna förutom 1986U2R, μ och ν beräknades genom förhållandet av de ekvivalenta djupen mot bredden. Den normala optiska djupet hos 1986U2R-ringen togs från Smith et al., 1986.[11] Det normala optiska djupet för μ- och ν-ringarna är de högsta värdena från Showalter et al., 2006.[12]